# Johann Jakob Costenoble
Johann Jakob Costenoble (* 11. Januar 1766 in Herford; † 23. Mai 1838 in Magdeburg) war ein deutscher Richter und Abgeordneter.
Costenoble stammte aus einer Familie, die ursprünglich in Bailleul  lebte und 1694 nach Deutschland ausgewandert war. Sein Vater, Carl Heinrich Costenoble (1728–1778) war Prediger in Herford. Die Mutter war Anna Katharina geborene Favreau (1737–1800) aus Magdeburg. Costenoble, der evangelisch-reformierter Konfession war, heiratete Johann Dorothea Elisabeth Kalinsky (* 13. Oktober 1774).
Costenoble studierte Rechtswissenschaften und wurde Justiz-Kommissar und Kriminalrat der Pfälzer Kolonie in Magdeburg. 1791 wurde er dort Syndikus und Richter. Er wurde von der preußischen Regierung – obwohl er nicht Mitglied der französischen Kirche in Magdeburg war – zum Deputierten der Französischen Kolonie zu Magdeburg ernannt.
In der Franzosenzeit war er von 1808 bis 1813 Präfekturrat im Departement der Elbe. Vom 2. Juni 1808 bis zum 26. Oktober 1813 war er für das Elbe-Departement und die Wählergruppe der Gelehrten, Künstler und verdienten Bürger Mitglied der Reichsstände des Königreichs Westphalen.
Nach den Befreiungskriegen war er Direktor des königlich preußischen Land- und Stadtgerichts in Magdeburg.